# Apphagau

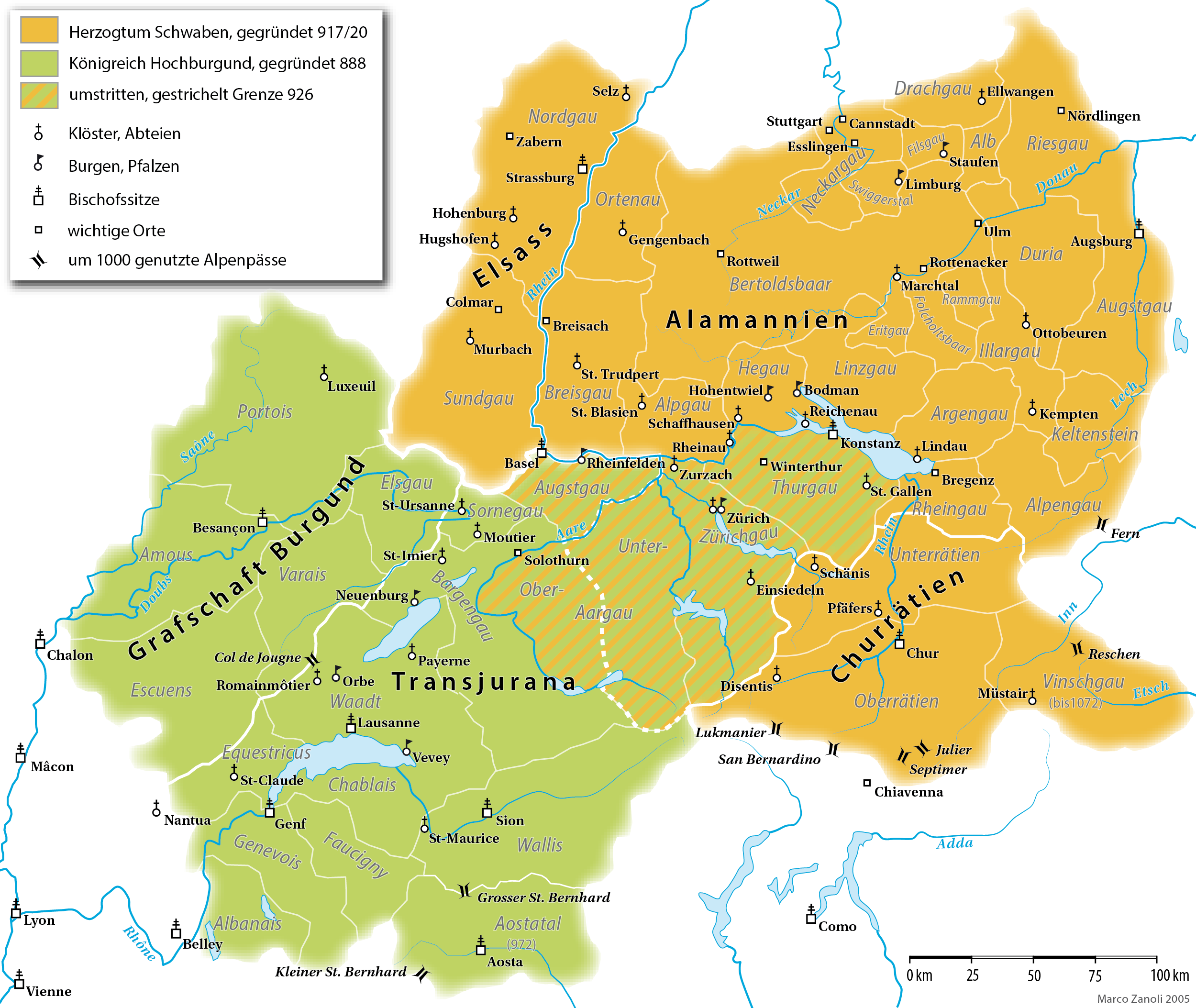
Die Karte des Herzogtums Schwaben zeigt den Eritgau

Der Apphagau (auch Appa, Apsagau, Affa, Affagau oder Eriggeuue) war ein mittelalterlicher schwäbischer Gau im heutigen Baden-Württemberg. Der Apphagau erstreckte sich auf der Schwäbischen Alb und deren Südhang, südwestlich der Lauter bis an die Donau, heute im südlichen Landkreis Reutlingen und im nördlichen Landkreis Biberach. Er erscheint zugleich auch als Cent (Unterabteilung) vermutlich der Albuinsbaar. 
Dieser Gau erscheint nur in wenigen Urkunden des 9. bis 11. Jahrhunderts mit den folgenden Ausstellungsorten: 4× Reichenau, 1× St. Gallen und 1× Chur.
In Urkunden werden die folgenden Orte des Apphagaus erwähnt: Altheim (erwähnt im Jahre 843), Riedlingen (Hruotinga, Rüedlingen, Rodelingen) (erwähnt im Jahre 843), Waldhausen (Waldhusir) (erwähnt im Jahre 835), Ostheim (erwähnt im Jahre 835), Andelfingen (Antolvinga) (erwähnt im Jahre 854), Mörsingen (Merigisinga) (erwähnt im Jahre 904), Friedingen (Fridingon) bei Riedlingen (erwähnt im Jahre 904), Zwiefalten (Zuivaltun) (erwähnt im Jahre 904), Gauingen (Goouuigon) (erwähnt im Jahre 904), Hayingen (Heingon), Altzheim (Alzheim) (erwähnt im Jahre 961) und Bechingen (Pachinchova) (erwähnt im Jahre 758).

## Gaugrafen
- Marquard von Veringen amtierte 1150 als Graf des Apphagaues.[1]